# Kanton Lauzet-Ubaye
Kanton Lauzet-Ubaye – kanton w okręgu Barcelonnette, departamencie Alpy Górnej Prowansji (fr. Alpes-de-Haute-Provence), w regionie Prowansja-Alpy-Lazurowe Wybrzeże (fr. Provence-Alpes-Côte d’Azur). Kod INSEE:0412. 
W jego skład wchodzi 5 gmin:
- La Bréole,
- Le Lauzet-Ubaye,
- Méolans-Revel,
- Pontis,
- Saint-Vincent-les-Forts[3].

W kantonie w 2011 roku zamieszkiwało 1353 osób, w tym 716 mężczyzn i 637 kobiet.